# Metaio
Metaio (полное наименование metaio GmbH) — немецкая компания со штаб-квартирой в Мюнхене и филиалами в Сан-Франциско и Далласе (Техас), США, разработчик и пионер в области дополненной реальности и соответствующего программного обеспечения. Наряду с Total Immersion является одним из мировых лидеров на рынке дополненной реальности.
Metaio занимается разработкой программных продуктов для визуальных интерактивных решений плавного объединения элементов реального и виртуального миров. Продукты компании включают готовые решения для конечных пользователей и средства разработки (SDK) для персональных компьютеров на операционных системах Windows и OS X. Готовое программное обеспечение предназначено для запуска на устройствах, управляемых Windows, OS X, Android, iOS, а также через веб-интерфейсы. Кроме того metaio разработала и поддерживает бесплатный браузер дополненной реальности junaio для платформ iOS и Android.

## История
Metaio была основана в Мюнхене в 2003 году нынешними генеральным директором Томасом Альтом (Thomas Alt) и техническим директором Питером Мейером (Peter Meier). Первоначальный импульс бизнесу дал совместный проект с автоконцерном Volkswagen, после которого был получен грант, давший основателям возможность загрузить корпоративные мощности.
В 2005 году компания представила первое приложение дополненной реальности для конечных пользователей KPS Click & Design, позволяющее передвигать виртуальные модели мебели по изображениям реальных помещений с использованием специальных маркеров. Кроме того приблизительно в это время metaio выпускает платформу Unifeye, которая позволяет третьим лицам создавать коммерческие AR-решения для собственных целей.
В 2006 году metaio выпускает первый браузерный плагин для веб-приложений дополненной реальности, вскоре после чего запускает первое полностью интегрированное AR-приложение для мобильных телефонов на платформе Symbian, сопроводив это рекламной AR-кампанией в печати и последовавшим релизом браузера junaio.
В 2010 году metaio представила функционал построения безмаркерной дополненной реальности 2D Markerless Feature для печати и телевидения, работающий на пользовательских устройствах, в результате победив в номинации, касающейся трекинга, на симпозиуме ISMAR.
28 мая 2015 американская корпорация Apple купила компанию Metaio.

## Продукты
metaio SDK — позволяет разработчикам использовать контент без предварительного шифрования для реализации дополненной реальности в любых областях применения, предлагающее модули для трекинга трёхмерных объектов, распознавания и отслеживания лиц, инфракрасного и лазерного слежения, расширенной калибровки камеры и прозрачной оптики. Для развёртывания трёхмерных моделей и отслеживания данных не требуются оффлайновые инструменты или шифрование на сервере. В настоящее время SDK поддерживает вывод на платформы Windows, OS X, iOS и Android.
metaio Creator — программное обеспечение, позволяющее создавать функционирующую по сценариям дополненную реальность людям, которые не обладают специальными навыками программирования.
metaio CVS — создание проектов с использованием до 1 млн маркеров, благодаря автоматическому управлению с помощью непрерывного визуального поиска (Continuous Visual Search — CVS). Распознавание изображений происходит на сервере, устраняя необходимость загрузки массивных трекинг-конфигурации..
metaio Cloud — позволяет создавать собственные приложения дополненной реальности и управлять его контентом через веб-интерфейс. 

junaio — браузер дополненной реальности, предоставляющий пользователям мобильных устройств информацию об их местонахождении и окружении и способный использовать камеру и геолокационные данные для распознавания объектов реального мира.
metaio Engineer — предоставляет решение для технических заданий на основе визуализации проектов в рамках различных производственных сред. Позволяет сравнивать виртуальный проектный план с реальными объектами, что в последнее время получает распространение в строительстве.

## Мероприятия
С 2006 года metaio организует ежегодную конференцию для разработчиков, исследователей и бизнеса в области дополненной реальности insideAR. В 2013 году будет проходить в Мюнхене с 10 по 11 октября.